# Caroline Jepchirchir Chepkwony

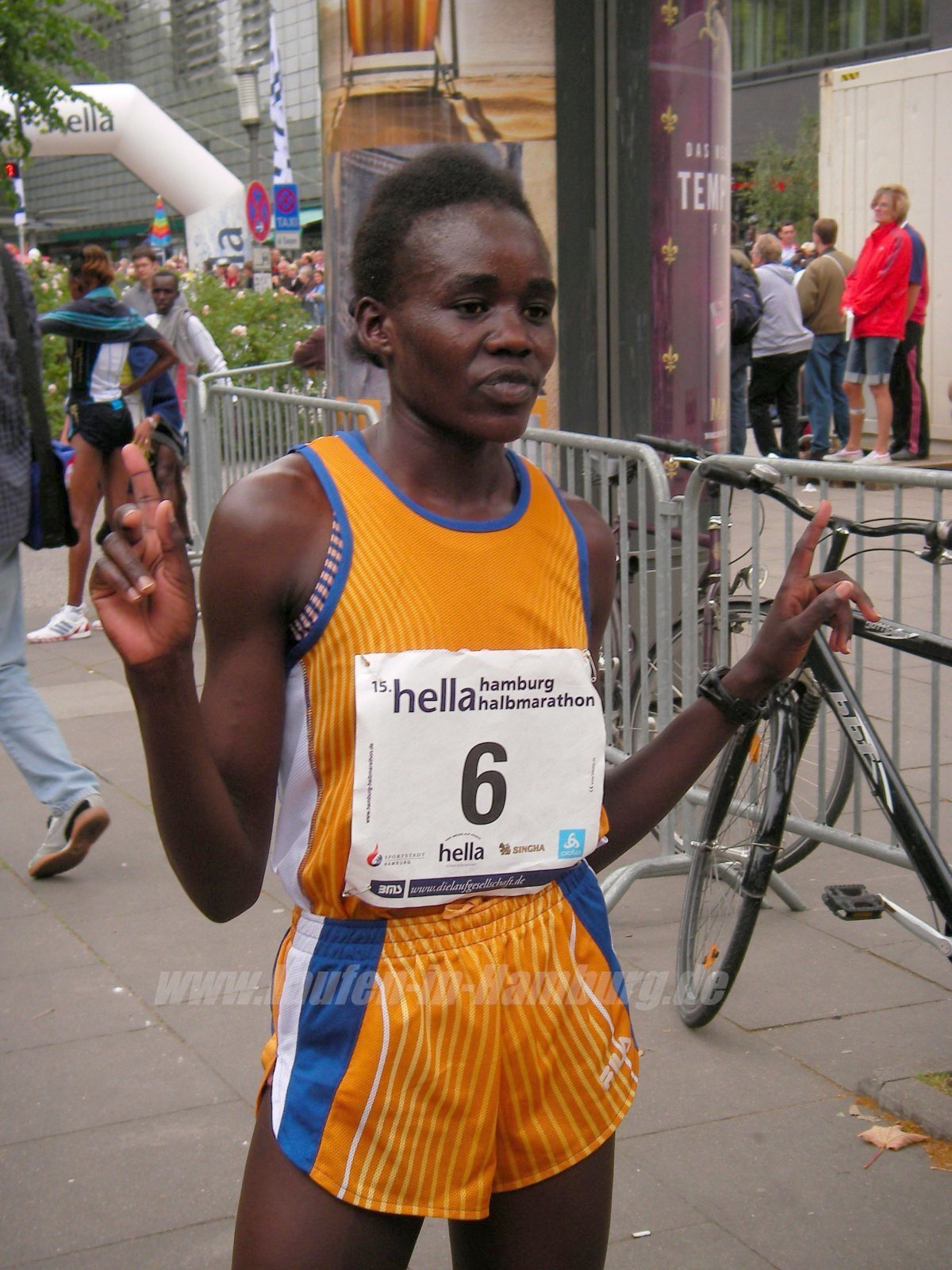
Caroline Chepkwony nach ihrem Sieg beim Hamburg-Halbmarathon

Caroline Jepchirchir Chepkwony (* 27. April 1985) ist eine kenianische Mittel- und Langstreckenläuferin.

## Leben
2001 wurde sie in 16:23,77 min über 5000 Meter afrikanische Vizejuniorenmeisterin. Bei den Afrikameisterschaften 2004 in Brazzaville gewann sie Bronze über 800 Meter, bei den Commonwealth Games 2006 in Melbourne schied sie über dieselbe Distanz im Vorlauf aus.
Im selben Jahr wechselte sie zum Straßenlauf, stellte bei der Corrida Bulloise einen Streckenrekord auf und gewann den Basler Stadtlauf sowie die Course de l’Escalade. 2007 triumphierte sie beim Kasseler Citylauf. 2009 siegte sie beim 10-km-Lauf des Regensburg-Marathons, beim Hamburg-Halbmarathon und erneut bei der Course de l’Escalade.
2010 wurde sie Dritte beim Koyang-Halbmarathon, gewann sie den Düsseldorfer Kö-Lauf, den Alsterlauf, den Altötting-Halbmarathon und den Halbmarathonbewerb des Küstenmarathons. Im Jahr darauf verteidigte sie ihren Titel in Altötting.
2012 siegte sie beim Kerzerslauf, wurde Dritte beim Berliner Halbmarathon, gewann die 25 km von Berlin und Siebte beim Berlin-Marathon. 2013 wurde sie Dritte beim Paris-Halbmarathon, Zweite beim Ústí-Halbmarathon und triumphierte beim Ljubljana-Marathon.
Caroline Jepchirchir Chepkwony stammt aus dem Marakwet District (Provinz Rift Valley) und wird vom deutschen Manager Alexander Hempel betreut.

## Persönliche Bestzeiten
- 800 m: 2:03,6 min, 25. Juni 2005, Nairobi
- 1000 m: 2:43,96 min, 9. Juni 2005, Ostrava
- 1500 m: 4:24,35 min, 21. Juli 2007, Algier
- 10-km-Straßenlauf: 32:32 min, 1. April 2012, Berlin (Zwischenzeit)
- 15-km-Straßenlauf: 49:43 min, 17. März 2012, Kerzers
- Halbmarathon: 1:08:36 h, 1. April 2012, Berlin
- 25-km-Straßenlauf: 1:22:56 h, 6. Mai 2012, Berlin
- Marathon: 2:27:27 h, 27. Oktober 2013, Ljubljana
- 3000-m-Hindernislauf: 10:05,6 min, 25. Mai 2013, Nairobi